# Dasychira grossa
Dasychira grossa är en fjärilsart som beskrevs av Arnold Pagenstecher 1888. Dasychira grossa ingår i släktet Dasychira och familjen tofsspinnare. Inga underarter finns listade i Catalogue of Life.